# 50 mètres haies
Le 50 m haies est une épreuve d'athlétisme, généralement courue en salle, consistant à franchir quatre haies d'une hauteur de 1,067 m (42 pouces) pour les hommes (espoirs et seniors)  et 83,8 cm (33 pouces) pour les femmes (seniors et juniors) sur la distance de 50 mètres.
Le record du monde masculin est actuellement la propriété du Canadien Mark McKoy avec le temps de 6 s 25, réalisé le 5 mars 1986 à Kobe. L'Allemande Cornelia Oschkenat détient quant à elle le record du monde féminin avec le temps de 6 s 58, performance établie le 20 février 1988 à Berlin.
Chez les jeunes (benjamins garçons et filles, ainsi que minimes filles), on doit franchir cinq haies sur la distance de 50 mètres. Les haies ont une hauteur de 65 cm chez les benjamins et 76 cm chez les minimes filles. Les 5 haies sont séparées de 7,50 m, la première étant située 11,5 m après le départ et la dernière à 8,5 m de l'arrivée. Les emplacements des haies sont marqués sur la piste par des tirets rouges.

## Records continentaux
Résultats en salle uniquement. Au 4 mars 2024.

### Records continentaux
| Continent                                                 | Hommes      | Hommes             | Hommes          | Femmes      | Femmes                                | Femmes                          |
| Continent                                                 | Temps       | Athlète            | Date            | Temps       | Athlète                               | Date                            |
| --------------------------------------------------------- | ----------- | ------------------ | --------------- | ----------- | ------------------------------------- | ------------------------------- |
| Afrique (records)                                         | 6 s 48      | Shaun Bownes       | 25 février 2001 | 6 s 76      | Glory Alozie                          | 25 février 2001                 |
| Asie (records)                                            | 6 s 44      | Liu Xiang          | 28 février 2004 | 6 s 70      | Olga Shishigina                       | 5 février 1999                  |
| Europe (records, progression)                             | 6 s 36      | Ladji Doucouré     | 26 février 2005 | 6 s 58 (WR) | Cornelia Oschkenat                    | 20 février 1988                 |
| Amérique du Nord, Amérique centrale et Caraïbes (records) | 6 s 25 (WR) | Mark McKoy         | 5 mars 1986     | 6 s 67      | Jackie Joyner-Kersee Michelle Freeman | 10 février 1995 13 février 2000 |
| Océanie (records)                                         | 7 s 09      | Joseph Rodan       | 20 janvier 2001 |             | [[]]                                  |                                 |
| Amérique du Sud (records)                                 | 6 s 57      | Redelén dos Santos | 28 janvier 2006 |             | [[]]                                  |                                 |